# Modares
Modares war ein Heermeister (magister militum) im Römischen Reich der Spätantike.
Wie der Geschichtsschreiber Zosimos berichtet, stammte Modares aus einem gotischen Fürstengeschlecht. Er lief zu einem nicht genau bekannten Zeitpunkt zu den Römern über und wurde zum magister militum ernannt, womit er einer der höchsten Befehlshaber in der oströmischen Armee Kaiser Theodosius’ I. war. Diese Stelle, genauer die eines magister peditum (Befehlshaber der Infanterie), hatte er spätestens im Jahr 380 inne. In dieser Zeit wird er als Heermeister in Thrakien genannt, wo er gegen die Goten kämpfte, die er laut Zosimos in ihrem Lager überfiel und aufrieb.
Auch im Jahr 382 scheint er noch magister militum gewesen zu sein, denn vermutlich in diesem Jahr erhielt er einen Brief des Bischofs Gregor von Nazianz, der ihn aufforderte, das Konzil von Konstantinopel 382/383 zu unterstützen, wobei er das gemeinsame nicaenische (d. h. nicht arianische) Christentum der beiden als verbindendes Element hervorhob. Anscheinend ist er dann 383 aus dem Amt geschieden, weil für diese Zeit Promotus als sein mutmaßlicher Nachfolger bezeugt ist.
Zuweilen wurde erwogen, dass Modares mit einem Moderatus identisch sein könnte, der ebenfalls als Offizier im römischen Heer diente und im Jahr 392 einen Brief des Redners Libanios empfing. Andere Historiker verwerfen dies als unwahrscheinlich, weil Moderatus ein tribunus gewesen sei, also einen niedrigeren Rang innegehabt habe als Modares. Nach anderen Vermutungen war Moderatus jedoch magister militum per Orientem.